# Systasis persimilis
Systasis persimilis är en stekelart som först beskrevs av Alan Parkhurst Dodd och Girault 1915.  Systasis persimilis ingår i släktet Systasis och familjen puppglanssteklar. Inga underarter finns listade i Catalogue of Life.